# Karlusin
Karlusin – kolonia w Polsce położona w województwie mazowieckim, w powiecie sokołowskim, w gminie Sokołów Podlaski. Ma status sołectwa.
| SIMC    | Nazwa            | Rodzaj    |
| ------- | ---------------- | --------- |
| 0688864 | Karlusin-Folwark | część wsi |
| 0688870 | Kurodusy         | część wsi |
| 0688887 | Malinowiec       | część wsi |

W latach 1934–59 w granicach Sokołowa Podlaskiego.
W latach 1975–1998 miejscowość administracyjnie należała do województwa siedleckiego.
Wierni kościoła rzymskokatolickiego należą do parafii Niepokalanego Serca Najświętszej Maryi Panny w Sokołowie Podlaskim